# Secret Story - Casa dos Segredos
Cet article concerne la version portugaise de Secret Story. Pour la version française, voir Secret Story.
Secret Story - Casa dos Segredos est une émission portugaise de télé réalité adaptée de la version originale française Secret Story diffusée depuis le 3 octobre 2010 sur la chaîne TVI. La présentation est assurée par Júlia Pinheiro pendant la première saison, puis par Teresa Guilherme jusqu'en 2017 et enfin elle fut relayée à Manuel Luís Goucha pour les deux dernières saisons en 2018.
Le concept portugais est le seul avec la version française à avoir eu un succès dans son pays si bien que fut développé trois éditions spéciales : Desafio Final, Luta Pelo Poder et O Reencontro qui ont réuni d'anciens candidats.
Après avoir annoncé la reconduction de Secret Story pour une huitième saison, Manuel Luís Goucha annonce qu'aucune suite ne verra le jour.
Le 10 juin 2024 TVI  officialise la huitième édition

## Concept
Des candidats sont isolés au sein d'une maison pendant une durée d'environ 90 jours sous l'œil de nombreuses caméras et de micros cachés au sein de la maison. Chacun des candidats à un secret personnel ou un secret partagé avec un autre concurrent. L'objectif est de trouver le plus grand nombre de secrets et de conserver le sien jusqu'à la fin de l'aventure.
Durant cette aventure, les candidats sont soumis à un personnage invisible intitulé "A Voz". Ce personnage est le personnage principal de l'histoire car il surveille l'ensemble des candidats durant l'aventure, il va confier la mission de conserver un secret jusqu'à la fin de l'aventure aux candidats ainsi que des missions secrètes permettant aux candidats de gagner de l'argent permettant de faire augmenter la cagnotte personnelle.
Le gagnant de l'aventure remportera une somme d'argent supplémentaire à celle de sa cagnotte personnelle. Les finalistes remporteront uniquement la cagnotte personnelle validée à la fin de l'aventure.

### La maison des secrets
La maison des secrets est l'endroit où les candidats vont vivre durant l'ensemble de l'aventure à la manière du concept de Big Brother. La maison est un préfabriqué situé au sein de la ville Venda do Pinheiro au Portugal.
A la manière de Secret Story France, la maison est composée de diverses pièces à la manière d'une maison traditionnelle tel qu'un salon, des chambres, une salle de bain ou encore une cuisine. Elle est composée également d'un confessional, une pièce permettant aux candidats de se confier sur la journée passée, de se voir attribuer des missions secrètes ou encore être confronté si l'un des candidats pensent avoir trouvé le secret d'un autre. Elle est composée également de pièces secrètes qui changent au gré des saisons et qui peut avoir un impact sur la suite du jeu.

### A Voz
A Voz est l'adaptation française de La Voix. C'est une voix masculine interprété par Bernardo Gòis de la première édition jusqu'à la septième édition (incluant les versions all-stars). Néanmoins, l'interprète de cette voix n'étant pas disponible durant la saison "O Reencontro" pour cause de congé paternité, la chaîne TVI a opté pour une voix féminine (une première mondiale pour la franchise Secret Story) interprété par Ana Isabel Arroja.
A Voz est un personnage représenté par un œil bleu durant son interprétation par une voix masculine puis évolue en un ton rose lors de son interpretation par une voix féminine.
Il est le maître de ce jeu car il confie à chacun des candidats la mission de garder son secret jusqu'à la fin de l'aventure, des missions tout au long de cette aventure pour permettre aux candidats d'amasser un maximum d'argent pour leurs cagnottes personnelles et enfin une liste des commandements à respecter durant toute la durée de l'aventure sous peine de sanction. 

### Nominations et éliminations
Chaque semaine, les candidats vont se nommer entre eux chaque mardi. "A Voz" va designer de quel sexe seront les habitants qui seront soumis aux nominations puis ceux du sexe opposé qui pourront voter pour les candidats qu'ils désirent voir sortir de la compétition. Chacun doit alors se rendre au sein du confessionnal et nommer deux candidats distincts. Les deux candidats ayant reçu le plus grand nombre de voix sont les nommés de la semaine. Ils sont alors soumis au vote du public et l'un des deux quittera l'aventure lors du gala dominicale.
Les téléspectateurs doivent voter pour celui qu'ils souhaitent voir sortir. Il est attribué un numéro aux candidats qu'ils conservent jusqu'à la fin de l'aventure. Le vote est ouvert aux portugais qui peuvent voter par téléphone ou SMS ainsi qu'aux étrangers d'autres pays notamment en se rendant sur le site officiel de l'émission afin de voter pour le candidats qu'ils souhaitent voir quitter l'émission. Ces derniers votes sont gratuits et comptent pour le pourcentage officiel. Chaque personne (IP) peut voter une fois par jour.

## Production

### Equipe
| Saison          | Gala de Expulsão Prime d'éliminitation | Nomeações Nomination | Diário da Tarde Quotidienne de l'après-midi | Diário Quotidienne           | Diário de Sábado Quotidienne du Samedi soir            | Extra                        | Fim de Semana Fin de semaine | Late Night Secret   | Pós-Gala | Best of the Day |
| --------------- | -------------------------------------- | -------------------- | ------------------------------------------- | ---------------------------- | ------------------------------------------------------ | ---------------------------- | ---------------------------- | ------------------- | -------- | --------------- |
| Secret Story 1  | Júlia Pinheiro Pedro Granger           | Júlia Pinheiro       | Leonor Poeiras                              | Leonor Poeiras Pedro Granger |                                                        | Leonor Poeiras Pedro Granger | Pas de présentateur          |                     |          |                 |
| Secret Story 2  | Teresa Guilherme                       | Teresa Guilherme     | Mónica Jardim                               | Leonor Poeiras               | Iva Domingues                                          |                              | Pas de présentateur          |                     |          |                 |
| Secret Story 3  | Teresa Guilherme                       | Teresa Guilherme     | Iva Domingues João Mota                     | Leonor Poeiras               | Iva Domingues                                          | Pas de présentateur          | Pas de présentateur          |                     |          |                 |
| Desafio Final 1 | Teresa Guilherme                       | Teresa Guilherme     | Iva Domingues                               | Leonor Poeiras               | Iva Domingues                                          | Pas de présentateur          |                              |                     |          |                 |
| Secret Story 4  | Teresa Guilherme                       | Teresa Guilherme     | Alexandre Lencastre                         |                              |                                                        | Leonor Poeiras               |                              |                     |          |                 |
| Desafio Final 2 | Teresa Guilherme                       | Teresa Guilherme     | Teresa Guilherme                            | Pas de présentateur          | Pas de présentateur                                    | Leonor Poeiras               |                              |                     |          |                 |
| Secret Story 5  | Teresa Guilherme                       | Teresa Guilherme     | Teresa Guilherme                            |                              |                                                        | Isabel Silva                 |                              |                     |          |                 |
| Desafio Final 3 | Teresa Guilherme                       | Teresa Guilherme     | Teresa Guilherme                            | Pas de présentateur          |                                                        | Isabel Silva                 |                              |                     |          |                 |
| Luta Pelo Poder | Teresa Guilherme                       | Teresa Guilherme     | Teresa Guilherme                            | Pas de présentateur          |                                                        | Isabel Silva                 |                              |                     |          |                 |
| Secret Story 6  | Teresa Guilherme                       | Teresa Guilherme     | Pas de présentateur                         |                              | Isabel Silva (Lundi au Jeudi) Marta Cardoso (Vendredi) |                              |                              |                     |          |                 |
| Desafio Final 4 | Teresa Guilherme                       | Teresa Guilherme     | Pas de présentateur                         |                              | Isabel Silva (Lundi au Jeudi) Marta Cardoso (Vendredi) |                              |                              |                     |          |                 |
| Secret Story 7  | Manuel Luís Goucha                     | Manuel Luís Goucha   |                                             | Pas de présentateur          |                                                        | Marta Cardoso Sérginho       | Olivia Ortiz                 | Pas de présentateur |          |                 |
| O Reencontro    | Manuel Luís Goucha                     | Manuel Luís Goucha   |                                             | Pas de présentateur          |                                                        | Marta Cardoso Sérginho       | Olivia Ortiz                 | Pas de présentateur |          |                 |

### Programmation
Le concept de Secret Story - Casa dos Segredos était organisé via différentes émissions durant la semaine appelées à varier au fil des ans :
- Gala (2010-2018) : C'est le prime diffusé le dimanche qui résume la semaine des habitants de la maison des secrets et qui voit la sortie d'un ou une habitante.
- Pós-Gala (2018)[6] : C'est l'émission qui introduit le Gala dominicale, différents habitants sont interrogés ainsi que d'anciens habitants ou des membres de la famille des candidats
- Nomeações (2010-2018) : C'est l'émission diffusée chaque mardi où l'animateur va s'entretenir en duplex avec les candidats pour permettre de connaitre les nommés de la semaine.
- Diário (2010-2013) / Diário da Tarde (2010-2014, 2016-2017) / Diário da Noite (2014, 2015) : C'est l'émission diffusée quotidiennement à différemment moment de la journée qui relate la journée qu'on vécu les habitants.
- Extra (2010-2016) : C'est une émission qui permet de décrypter la soirée des habitants.
- Late Night Secret (2018) : L'émission est diffusée tous les jours de la semaine et différents chroniqueurs viennent analyser la vie des habitants.
- TVI Direct (2010-2013, 2014), TVI Reality (2016-2018) : L'émission est diffusée 24 heures sur 24 et 7 jours sur 7 sur ses canaux de télévisions.

### Générique
Les portraits du générique sont identiques à ceux utilisés dans la version française, en raison de la même société de production.
Un thème d'ouverture différent de la version française, repris de l'original I wanna chat - Booty Full est interprété par des chanteurs locaux et a changé en fonction des saisons. 
| Saisons                           | Interprètes                       | Titre de la chanson            |
| --------------------------------- | --------------------------------- | ------------------------------ |
| 1 et 7                            | Angélico Vieira et Diana Monteiro | Casa dos Segredos              |
| 2                                 | Rusty                             | Bem Vidos a Casa dos Segredos  |
| 3, 5, 6, DF1, DF3, DF4, LPP et OR | David Carreira                    | Hey Baby Can You Keep a Secret |
| 4 et DF2                          | João Seilà                        | Qual é o Segredo               |

## Déroulement des saisons
Saisons principales
| Saisons        | Début de saison   | Fin de saison    | Nombres de jours | Nombres de candidats | Vainqueur          | % en finale | Gains remportés |
| -------------- | ----------------- | ---------------- | ---------------- | -------------------- | ------------------ | ----------- | --------------- |
| Secret Story 1 | 3 octobre 2010    | 31 décembre 2010 | 90               | 17                   | António Queirós    | 43 %        | 50 000 €        |
| Secret Story 2 | 18 septembre 2011 | 31 décembre 2011 | 105              | 21                   | João Mota          | 37 %        | 50 000 €        |
| Secret Story 3 | 16 septembre 2012 | 31 décembre 2012 | 107              | 23                   | Rúben Boa Nova     | 35 %        | 50 000 €        |
| Secret Story 4 | 29 septembre 2013 | 31 décembre 2013 | 94               | 21                   | Luís Nascimento    | 47 %        | 30 000 €        |
| Secret Story 5 | 21 septembre 2014 | 31 décembre 2014 | 102              | 22                   | Elisabete Moutinho | 31 %        | 30 000 €        |
| Secret Story 6 | 11 septembre 2016 | 31 décembre 2016 | 112              | 25                   | Helena Isabel      | 74 %        | 20 000 €        |
| Secret Story 7 | 25 février 2018   | 27 mai 2018      | 92               | 17                   | Tiago Rufino       | 39 %        | 15 000 €        |

Saisons spéciales
| Saisons         | Début de saison | Fin de saison    | Nombres de jours | Nombres de candidats | Vainqueur       | % en finale | Gains remportés |
| --------------- | --------------- | ---------------- | ---------------- | -------------------- | --------------- | ----------- | --------------- |
| Desafio Final 1 | 6 janvier 2013  | 27 janvier 2013  | 22               | 13                   | Cátia Palhinha  | 56 %        | 10 000 €        |
| Desafio Final 2 | 5 janvier 2014  | 2 février 2014   | 29               | 18                   | Érica Silva     | 57 %        | 15 000 €        |
| Desafio Final 3 | 4 janvier 2015  | 22 février 2015  | 50               | 28                   | Sofia Sousa     | 44 %        | 15 000 €        |
| Luta Pelo Poder | 22 février 2015 | 15 mars 2015     | 22               | 12                   | Bruno Savate    | 42 %        | 7 500 €         |
| Desafio Final 4 | 8 janvier 2017  | 29 janvier 2017  | 22               | 16                   | Carlos Sousa    | 66 %        | 5 100 €         |
| O Reencontro    | 29 mai 2018     | 1er juillet 2018 | 34               | 11                   | Carina Ferreira | 74 %        | 5 000 €         |

## Saisons principales

### Saison 1 (2010)
Diffusion
La saison 1 débute le 3 octobre 2010 et se termine le 31 décembre 2010 sur la chaine TVI et en direct 24h/24 et 7 jours sur 7 sur le canal TVI Direct. Cette édition est l'unique à avoir été présenté par Júlia Pinheiro.
- Programmation

| Programme       | Diffusion                                        | Présentateurs                   |
| --------------- | ------------------------------------------------ | ------------------------------- |
| Gala            | Dimanche à 21h30                                 | Júlia Pinheiro et Pedro Granger |
| Nomeações       | Mardi à 21h15                                    | Júlia Pinheiro                  |
| Diário          | Lundi, Mercredi, Jeudi et Vendredi à 21h15       | Pedro Granger et Leonor Poeiras |
| Diário da Tarde | Du lundi au vendredi à 18h30                     | Leonor Poeiras                  |
| Extra           | Du lundi au vendredi à 00h50                     | Pedro Granger et Leonor Poeiras |
| Fim de Semana   | Samedi à 23h45                                   | Aucun présentateur              |
| Directo         | Plusieurs fois dans la journée                   | Annonceurs de la chaîne TVI     |
| TVI Direct      | 24h sur 24, disponible uniquement par abonnement | Aucun présentateur              |

Candidats et secrets
| Classement | Classement | Classement | Classement          | Classement                                                            | Classement     | Classement       |
| #          | Candidats  | Âge        | Villes              | Secret                                                                | Entrée         | Sortie           |
| ---------- | ---------- | ---------- | ------------------- | --------------------------------------------------------------------- | -------------- | ---------------- |
| 1          | António    | 28 ans     | Baião               | « J'ai tenu une maison close »                                        | 3 octobre 2010 | 1er janvier 2011 |
| 2          | Ana Isabel | 26 ans     | Guimarães           | « Nous sommes en couple » (avec Vítor)                                | 3 octobre 2010 | 1er janvier 2011 |
| 3          | Vera       | 21 ans     | Cacém, Sintra       | « J'ai eu une relation avec un célèbre joueur portugais de football » | 3 octobre 2010 | 31 décembre 2010 |
| 4          | Ivo        | 31 ans     | Lisbonne            | « J'ai des T.O.C »                                                    | 3 octobre 2010 | 31 décembre 2010 |
| 5          | Andreia    | 37 ans     | Porto               | « J'ai été une escort-girl »                                          | 3 octobre 2010 | 19 décembre 2010 |
| 6          | Hugo F.    | 26 ans     | Águas Santas        | « J'ai vécu une expérience paranormale »                              | 3 octobre 2010 | 12 décembre 2010 |
| 7          | Joana      | 23 ans     | Serpa               | « Nous sommes un faux couple » (avec Hugo M.)                         | 3 octobre 2010 | 5 décembre 2010  |
| 8          | Zé Miguel  | 34 ans     | Irivo, Penafiel     | « J'ai eu plus de 250 relations »                                     | 3 octobre 2010 | 28 novembre 2010 |
| 9          | Vítor      | 37 ans     | Cap-Vert            | « Nous sommes en couple » (avec Ana Isabel)                           | 3 octobre 2010 | 26 novembre 2010 |
| 10         | Catarina   | 20 ans     | Rio Tinto, Penafiel | « Je suis la complice de la Voix (A Voz) »                            | 3 octobre 2010 | 21 novembre 2010 |
| 11         | Hugo M.    | 20 ans     | Massamá             | « Nous sommes un faux couple » (avec Joana)                           | 3 octobre 2010 | 14 novembre 2010 |
| 12         | Jade       | 22 ans     | France              | « J'ai participé à un braquage »                                      | 3 octobre 2010 | 7 novembre 2010  |
| 13         | Renato     | 26 ans     | Pontinha            | « Mon frère jumeau est dans la maison » (avec Mário)                  | 3 octobre 2010 | 31 octobre 2010  |
| 14         | Daniela    | 23 ans     | Luxembourg          | « J'ai passé neuf ans dans un couvent »                               | 3 octobre 2010 | 24 octobre 2010  |
| 15         | Vasco      | 28 ans     | Porto               | « Je suis le fils d'une célébrité »                                   | 3 octobre 2010 | 17 octobre 2010  |
| 16         | Doriana    | 20 ans     | Porto Santo         | « J'ai posé nue pour un magazine »                                    | 3 octobre 2010 | 11 octobre 2010  |
| 17         | Mário      | 26 ans     | Pontinha            | « Mon frère jumeau est dans la maison » (avec Renato)                 | 3 octobre 2010 | 7 octobre 2010   |

Légende
|  |           |
|  | Gagnant   |
|  | Deuxième  |
|  | Éliminé   |
|  | Abandon   |
|  | Finaliste |

1. ↑  Vítor Rangel a été exclu de l'émission pour avoir un comportement irrespectueux envers Hugo F. et Ana Isabel lors d'une soirée.
2. ↑  Daniela a également participé à la troisième saison de Secret Story France et à la deuxième saison des Anges de la téléréalité.

Nominations et départs
Cagnottes
Les candidats au début du jeu ont 5 000 €. Ils augmentent leur cagnotte en participant à des missions secrètes ou collectives données par la voix (A Voz) ou en découvrant les secrets des autres candidats.
Audiences

### Saison 2 (2011)
Diffusion
La saison 2 débute le 18 septembre 2011 et se termine le 31 décembre 2011 sur la chaine TVI et en direct 24h/24 et 7 jours sur 7 sur le canal TVI Direct. Cette édition est la première à avoir été présenté par Teresa Guilherme.
- Programmation

| Programme       | Diffusion                                        | Présentateurs      |
| --------------- | ------------------------------------------------ | ------------------ |
| Gala            | Dimanche à 21h30                                 | Teresa Guilherme   |
| Nomeações       | Mardi à 21h30                                    | Teresa Guilherme   |
| Diário          | Lundi, Mercredi, Jeudi et Vendredi à 21h30       | Leonor Poeiras     |
| Diário da Tarde | Du lundi au vendredi à 18h45                     | Mónica Jardim      |
| Extra           | Du lundi au vendredi à 00h30                     | Iva Domingues      |
| Fim de Semana   | Samedi à 23h45                                   | Aucun présentateur |
| Directo         | Plusieurs fois dans la journée                   | Aucun présentateur |
| TVI Direct      | 24h sur 24, disponible uniquement par abonnement | Aucun présentateur |

Candidats et secrets
| 1  | João M.    | 20 ans | Albufeira           | « J'ai été victime de violence domestique »             | 18 septembre 2011 | 31 décembre 2011  |
| 2  | Cátia      | 22 ans | Portimão            | « J'ai travaillé dans un cabaret »                      | 18 septembre 2011 | 31 décembre 2011  |
| 3  | Daniela S. | 33 ans | Torres Vedras       | « Nous sommes un faux-couple » (avec Carlos)            | 18 septembre 2011 | 31 décembre 2011  |
| 4  | João J.    | 26 ans | Proença-a-Nova      | « Nous sommes en couple » (avec Sónia)                  | 18 septembre 2011 | 31 décembre 2011  |
| 5  | Marco      | 21 ans | Amadora             | « Nous sommes un ex-couple » (avec Susana)              | 18 septembre 2011 | 31 décembre 2011  |
| 6  | Fanny      | 19 ans | Suisse              | « Je suis une acheteuse compulsive »                    | 18 septembre 2011 | 25 décembre 2011  |
| 7  | Miguel     | 23 ans | Setúbal             | « Je suis le fils d'un évêque »                         | 18 septembre 2011 | 18 décembre 2011  |
| 8  | Daniela P. | 25 ans | Lisbonne            | « Nous sommes en couple » (avec Pedro)                  | 18 septembre 2011 | 11 décembre 2011  |
| 9  | Paulo      | 26 ans | Lisbonne            | « J'ai tué un homme »                                   | 18 septembre 2011 | 4 décembre 2011   |
| 10 | Susana     | 31 ans | Portimão            | « Nous sommes un ex-couple » (avec Marco)               | 18 septembre 2011 | 27 novembre 2011  |
| 11 | Ricardo    | 23 ans | Vila Franca Rosário | « Je ressens la mort »                                  | 18 septembre 2011 | 20 novembre 2011  |
| 12 | Cleide     | 23 ans | Barcelos            | « Je suis la complice de la Voix »                      | 18 septembre 2011 | 13 novembre 2011  |
| 13 | Carlos     | 28 ans | Maia                | « Nous sommes un faux-couple » (avec Daniela S)         | 18 septembre 2011 | 6 novembre 2011   |
| 14 | Teresa     | 21 ans | Coimbra             | « J'ai été abandonné par mes parents à l'âge de 6 ans » | 18 septembre 2011 | 30 octobre 2011   |
| 15 | Pedro      | 27 ans | Palmela             | « Nous sommes en couple » (avec Daniela P)              | 18 septembre 2011 | 23 octobre 2011   |
| 16 | João F.    | 26 ans | Valongo             | « Nous sommes en couple » (avec Sónia)                  | 18 septembre 2011 | 16 octobre 2011   |
| 17 | Sónia      | 29 ans | Vila Nova de Gaia   | « Nous sommes en couple » (avec João F.)                | 18 septembre 2011 | 9 octobre 2011    |
| 18 | Filipe     | 31 ans | Portalegre          | « Je suis un miraculé »                                 | 18 septembre 2011 | 2 octobre 2011    |
| 19 | Nádia      | 21 ans | Queluz              | « Mon ex m'a payé pour des relations sexuelles »        | 18 septembre 2011 | 28 septembre 2011 |
| 20 | Delphine   | 19 ans | Caminha             | « J'ai étudié pour être une religieuse »                | 18 septembre 2011 | 25 septembre 2011 |
| 21 | Bruna      | 20 ans | Évora               | Aucun secret                                            | Non entrée        | 18 septembre 2011 |

Légende
|  |           |
|  | Gagnant   |
|  | Deuxième  |
|  | Éliminé   |
|  | Abandon   |
|  | Finaliste |

1. ↑  Nádia décide d'abandonner l'aventure du fait d'un manque de sa famille et ses amis.

Nominations et départs
Cagnottes
Les candidats au début du jeu ont 5 000 €. Ils augmentent leur cagnotte en participant à des missions secrètes ou collectives données par la voix (A Voz) ou en découvrant les secrets des autres candidats.
Audiences

### Saison 3 (2012)
Diffusion
La saison 3 débute le 16 septembre 2012 et se termine le 31 décembre 2012 sur la chaine TVI et en direct 24h/24 et 7 jours sur 7 sur le canal TVI Direct. Elle est présentée de nouveau par Teresa Guilherme.
- Programmation

| Programme        | Diffusion                                        | Présentateurs              |
| ---------------- | ------------------------------------------------ | -------------------------- |
| Gala             | Dimanche à 21h40                                 | Teresa Guilherme           |
| Nomeações        | Mardi à 21h50                                    | Teresa Guilherme           |
| Diário           | Lundi, Mercredi, Jeudi et Vendredi à 21h40       | Leonor Poeiras             |
| Diário da Tarde  | Du lundi au vendredi à 18h15                     | Iva Domingues et João Mota |
| Extra            | Du lundi au vendredi à 00h30                     | Iva Domingues              |
| Diário de Sábado | Samedi à 22h00                                   | Aucun présentateur         |
| Fim de Semana    | Samedi (remplacé par Diário de Sábado)           | Aucun présentateur         |
| Directo          | Plusieurs fois dans la journée                   | Aucun présentateur         |
| TVI Direct       | 24h sur 24, disponible uniquement par abonnement | Aucun présentateur         |

Candidats et secrets
| 1  | Rúben        | 22 ans | Porto                 | « Nous sommes en couple » (avec Tatiana)                    | 16 septembre 2012 | 1er janvier 2013  |
| 2  | Mara         | 25 ans | Funchal               | « Ma sœur jumelle est dans la maison » (avec Petra)         | 16 septembre 2012 | 1er janvier 2013  |
| 3  | Jean-Mark    | 21 ans | Vila Nova de Gaia     | « J'ai perdu ma virginité à l'âge de 12 ans »               | 16 septembre 2012 | 1er janvier 2013  |
| 4  | Cláudio      | 25 ans | Vila Nova de Gaia     | « J'ai survécu à un tremblement de terre »                  | 16 septembre 2012 | 1er janvier 2013  |
| 5  | Marco        | 21 ans | Amadora               | « Nous sommes un ex-couple » (avec Susana)                  | 16 septembre 2012 | 1er janvier 2013  |
| 6  | Jéssica      | 19 ans | Almada                | « Nous sommes le couple choisi par la Voix » (avec Bruno)   | 16 septembre 2012 | 23 décembre 2012  |
| 7  | Alexandra    | 26 ans | Porto                 | « Mon ex est dans la maison » (avec Fábio)                  | 16 septembre 2012 | 23 décembre 2012  |
| 8  | Fábio        |        | Porto                 | « Mon ex est dans la maison » (avec Alexandra)              | 16 septembre 2012 | 16 décembre 2012  |
| 9  | Petra        | 25 ans | Lisbonne              | « Ma sœur jumelle est dans la maison » (avec Mara)          | 16 septembre 2012 | 9 décembre 2012   |
| 10 | Nuno         | 24 ans | Camarate              | « J'ai été abandonné par ma mère à l'âge de 12 ans »        | 16 septembre 2012 | 2 décembre 2012   |
| 11 | Ana          | 24 ans | Estarreja             | « Je suis bisexuelle »                                      | 16 septembre 2012 | 26 novembre 2012  |
| 12 | Vanessa      | 22 ans | Viana do Castelo      | « J'ai été victime du travail des enfants »                 | 16 septembre 2012 | 18 novembre 2012  |
| 13 | Hélio        |        | Allemagne             | « J'ai été un phénomène sur internet »                      | 16 septembre 2012 | 11 novembre 2012  |
| 14 | Wilson       | 25 ans | Lisbonne              | « J'ai été dans le coma pendant un mois »                   | 16 septembre 2012 | 8 novembre 2012   |
| 15 | Sandra       | 22 ans | Lousada               | « J'ai dormi avec mes parents jusqu'à l'âge de 16 ans »     | 16 septembre 2012 | 4 novembre 2012   |
| 16 | Bruno        | 22 ans | Coimbra               | « Nous sommes le couple choisi par la Voix » (avec Jessica) | 16 septembre 2012 | 28 octobre 2012   |
| 17 | Joana        | 25 ans | Maia                  | « J'ai été prise en otage dans une prison au Venezuela »    | 16 septembre 2012 | 21 octobre 2012   |
| 18 | Arnaldo      | 25 ans | Lisbonne              | « On m'a tiré dessus »                                      | 16 septembre 2012 | 14 octobre 2012   |
| 19 | Daniela      | 20 ans | Lisbonne              | « Nous sommes les complices de la Voix » (avec Daniela)     | 16 septembre 2012 | 7 octobre 2012    |
| 19 | Nicole       | 20 ans | Lisbonne              | « Nous sommes les complices de la Voix » (avec Nicole)      | 16 septembre 2012 | 7 octobre 2012    |
| 20 | Rui          | 21 ans | Amadora               | « Je suis le secret de la maison »                          | 16 septembre 2012 | 1er octobre 2012  |
| 21 | Cátia Marisa | 25 ans | São Mamede de Infesta | « Je suis devenu mère à l'âge de 15 ans »                   | 16 septembre 2012 | 24 septembre 2012 |
| 22 | Tracy        | 18 ans | Jersey                | « Je suis la cousine de Cristiano Ronaldo »                 | 16 septembre 2012 | 18 septembre 2012 |

Légende
|  |           |
|  | Gagnant   |
|  | Deuxième  |
|  | Éliminé   |
|  | Exclu     |
|  | Finaliste |

1. ↑  Wilson est exclu de l'aventure pour avoir eu un comportement agressif envers Hélio.

Nominations et départs
Cagnottes
Les candidats au début du jeu ont 5 000 €. Ils augmentent leur cagnotte en participant à des missions secrètes ou collectives données par la voix (A Voz) ou en découvrant les secrets des autres candidats.
Audiences

### Saison 4 (2013)
Diffusion
La saison 4 débute le 29 septembre 2013 et se termine le 31 décembre 2013 sur la chaine TVI et en direct 24h/24 et 7 jours sur 7 sur le canal TVI Direct. Elle est présentée de nouveau par Teresa Guilherme.
- Programmation

| Programme       | Diffusion                                        | Présentateurs                                                     |
| --------------- | ------------------------------------------------ | ----------------------------------------------------------------- |
| Gala            | Dimanche                                         | Teresa Guilherme                                                  |
| Nomeações       | Mardi                                            | Teresa Guilherme                                                  |
| Diário da Tarde | Du lundi au vendredi                             | Alexandra Lencastre                                               |
| Extra           | Du lundi au vendredi                             | Leonor Poeiras et Alexandra Lencastre                             |
| Repórteres      |                                                  | Marta Cardoso, Nuno Eiró, et Isabel Silva                         |
| Comentadores    | Vendredi                                         | Alexandra Lencastre, Nuno Eiró, Fanny Rodrigues et Flávio Furtado |
| Directo         | Plusieurs fois dans la journée                   | Aucun présentateur                                                |
| TVI Direct      | 24h sur 24, disponible uniquement par abonnement | Aucun présentateur                                                |

Candidats et secrets
| 1  | Luís        | 24 ans | Elvas               | « Je suis le frère d'une personne connue »                               | 29 septembre 2013 | 1er janvier 2014  |
| 2  | Sofia       | 24 ans | Barreiro            | « Nous avons une fille en commun » (avec Tierry)                         | 29 septembre 2013 | 1er janvier 2014  |
| 3  | Diogo       | 24 ans | Sesimbra            | « J'ai été victime d'une crise cardiaque »                               | 29 septembre 2013 | 1er janvier 2014  |
| 4  | Érica       | 24 ans | Ribeira Brava       | « J'ai une liste de personnes avec qui j'ai eu des relations sexuelles » | 29 septembre 2013 | 1er janvier 2014  |
| 5  | Joana       | 20 ans | Vila Franca de Xira | « Nous sommes de fausses ennemies » (avec Bernardina)                    | 29 septembre 2013 | 1er janvier 2014  |
| 6  | Bernardina  | 20 ans | Paços de Brandão    | « Nous sommes de fausses ennemies » (avec Joana)                         | 29 septembre 2013 | 22 décembre 2013  |
| 7  | Tiago       | 23 ans | Almada              | « Ma mère prédit l'avenir »                                              | 29 septembre 2013 | 22 décembre 2013  |
| 8  | Rúben       | 21 ans | Belmonte            | « Je participe au "swing" »                                              | 29 septembre 2013 | 15 décembre 2013  |
| 9  | Maria Joana | 22 ans | Lisbonne            | « Je suis une descendante d'aristocrate »                                | 29 septembre 2013 | 8 décembre 2013   |
| 10 | Débora      | 19 ans | Olhão               | « J'ai été victime d'une usurpation d'identité sur internet »            | 29 septembre 2013 | 1er décembre 2013 |
| 11 | Bruno       | 23 ans | Amadora             | « Je suis l'héritier d'une grande fortune »                              | 29 septembre 2013 | 28 novembre 2013  |
| 12 | João        | 24 ans | Matosinhos          | « Je suis l'infiltré de la Voix »                                        | 29 septembre 2013 | 24 novembre 2013  |
| 13 | Diana       | 20 ans | Vila Real           | « J'ai été choisi par les habitants »                                    | 29 septembre 2013 | 17 novembre 2013  |
| 14 | Lourenço    | 31 ans | Luxembourg          | « Je suis transexuelle »                                                 | 29 septembre 2013 | 10 novembre 2013  |
| 15 | Tierry      | 23 ans | Sintra              | « Nous avons une fille en commun » (avec Sofia)                          | 29 septembre 2013 | 4 novembre 2013   |
| 16 | Juliana     | 24 ans | Trofa               | « J'entends des voix dans ma tête »                                      | 29 septembre 2013 | 3 novembre 2013   |
| 17 | Pedro       | 22 ans | Vilamoura           | « J'ai sauvé la vie de deux personnes »                                  | 6 octobre 2013    | 27 octobre 2013   |
| 18 | Rute        | 37 ans | Setúbal             | « J'ai été torturé par ma mère »                                         | 6 octobre 2013    | 20 octobre 2013   |
| 19 | Aníbal      | 37 ans | Alenquer            | « J'ai volé pour me nourrir »                                            | 29 septembre 2013 | 7 octobre 2013    |
| 20 | Yana        | 22 ans | Ukraine             | « Je n'ai jamais rencontré mon père »                                    | 29 septembre 2013 | 6 octobre 2013    |

Légende
|  |           |
|  | Gagnant   |
|  | Deuxième  |
|  | Éliminé   |
|  | Abandon   |
|  | Finaliste |

Nominations et départs
Cagnottes
Les candidats au début du jeu ont 5 000 €. Ils augmentent leur cagnotte en participant à des missions secrètes ou collectives données par la voix (A Voz) ou en découvrant les secrets des autres candidats.
Audiences

### Saison 5 (2014)
Diffusion
La saison 5 débute le 21 septembre 2014 et se termine le 31 décembre 2014 sur la chaine TVI et en direct 24h/24 et 7 jours sur 7 sur le canal TVI Direct. Cette édition est présentée par Teresa Guilherme.
- Programmation

| Programme       | Diffusion                                        | Présentateurs                                    |
| --------------- | ------------------------------------------------ | ------------------------------------------------ |
| Gala            | Dimanche                                         | Teresa Guilherme                                 |
| Nomeações       | Mardi                                            | Teresa Guilherme                                 |
| Diário da Tarde | Du lundi au vendredi                             | Teresa Guilherme                                 |
| Extra           | Du lundi au vendredi                             | Isabel Silva                                     |
| Repórteres      |                                                  | Isabel Silva, Fanny Rodrigues et Flávio Furtado  |
| Comentadores    | Vendredi                                         | Marta Cardoso, Fanny Rodrigues et Flávio Furtado |
| Directo         | Plusieurs fois dans la journée                   | Aucun présentateur                               |
| TVI Direct      | 24h sur 24, disponible uniquement par abonnement | Aucun présentateur                               |

Candidats et secrets
| 1  | Elisabete | 23 ans | Felgueiras          | « Nous sommes un faux-couple lesbien » (avec Daniela)                           | 21 septembre 2014 | 1er janvier 2015  |
| 2  | Agnes     | 30 ans | Roumanie            | « J'ai été kidnappé et exploité dans une secte »                                | 21 septembre 2014 | 1er janvier 2015  |
| 3  | Bruno     | 29 ans | Rio Tinto           | « Ma copine et mes deux exs sont dans la maison »                               | 21 septembre 2014 | 1er janvier 2015  |
| 4  | Pedro     | 28 ans | Vila Viçosa         | « Je souffre de coulrophobie »                                                  | 21 septembre 2014 | 1er janvier 2015  |
| 5  | Flávia    | 19 ans | Rio Tinto           | « L'amour de ma vie se trouve dans la maison »                                  | 21 septembre 2014 | 1er janvier 2015  |
| 6  | Cristiana | 22 ans | Seixal              | « J'ai eu des relations avec des joueurs de football de trois pays différents » | 21 septembre 2014 | 25 décembre 2014  |
| 7  | Daniel    | 19 ans | Oeiras              | « Je suis détective privé »                                                     | 21 septembre 2014 | 21 décembre 2014  |
| 8  | Liliana   | 20 ans | Sesimbra            | « Je peux prédire le futur »                                                    | 21 septembre 2014 | 12 décembre 2014  |
| 9  | Fernando  | 25 ans | Santo Tirso         | « Ma copine m'a quitté pour une personne du même sexe »                         | 21 septembre 2014 | 7 décembre 2014   |
| 10 | Ricardo   | 23 ans | Paris               | « J'ai déjà été mort »                                                          | 21 septembre 2014 | 30 novembre 2014  |
| 11 | Daniela   | 23 ans | Olhão               | « Nous sommes un faux-couple lesbien » (avec Elisabete)                         | 21 septembre 2014 | 30 novembre 2014  |
| 12 | Odin      | 21 ans | Coimbra             | « J'ai un fétiche pour Teresa Guilherme »                                       | 21 septembre 2014 | 23 novembre 2014  |
| 13 | Cinthia   | 27 ans | Brésil              | « Je suis enceinte »                                                            | 21 septembre 2014 | 16 novembre 2014  |
| 14 | Hugo      | 26 ans | Lisbonne            | « Je suis entré dans la maison avec mon père »                                  | 21 septembre 2014 | 9 novembre 2014   |
| 15 | Vânia     | 21 ans | Paços de Ferreira   | « Je vois des personnes mortes »                                                | 28 septembre 2014 | 2 novembre 2014   |
| 16 | Luís M.   | 45 ans | Vila Franca de Xira | « Ma femme est dans la maison »                                                 | 21 septembre 2014 | 26 octobre 2014   |
| 17 | Inês      | 20 ans | Matosinhos          | « Mes deux exs petits-copains sont dans la maison »                             | 21 septembre 2014 | 19 octobre 2014   |
| 18 | Paulo     | 44 ans | Sintra              | « Je suis entré dans la maison avec mon fils »                                  | 21 septembre 2014 | 12 octobre 2014   |
| 19 | Luis C.   | 23 ans | Sintra              | « Je suis l'agent secret de l'application »                                     | 21 septembre 2014 | 5 octobre 2014    |
| 20 | Sofiya    | 20 ans | Ukraine             | « Mon ex petit-copain est dans la maison »                                      | 21 septembre 2014 | 28 septembre 2014 |
| 21 | Vítor     | 20 ans | Boticas             | « J'ai eu une relation avec la femme/la copine de mon meilleur ami »            | 21 septembre 2014 | 23 septembre 2014 |
| 22 | Célia     | 22 ans | São Miguel          | « J'ai des TOC »                                                                | 21 septembre 2014 | 23 septembre 2014 |

Légende
|  |           |
|  | Gagnant   |
|  | Deuxième  |
|  | Éliminé   |
|  | Abandon   |
|  | Finaliste |

Nominations et départs
Cagnottes
Les candidats au début du jeu ont 5 000 €. Ils augmentent leur cagnotte en participant à des missions secrètes ou collectives données par la voix (A Voz) ou en découvrant les secrets des autres candidats.
Audiences

### Saison 6 (2016)
Diffusion
La saison 6 débute le 11 septembre 2016 et se termine le 31 décembre 2016 sur la chaine TVI et en direct 24h/24 et 7 jours sur 7 sur le canal TVI Reality. Cette édition est présentée par Teresa Guilherme.
- Programmation

| Programme          | Diffusion                                        | Présentateurs                                         |
| ------------------ | ------------------------------------------------ | ----------------------------------------------------- |
| Gala               | Dimanche                                         | Teresa Guilherme                                      |
| Nomeações          | Mardi                                            | Teresa Guilherme                                      |
| Diário da Tarde    | Du lundi au vendredi                             | Aucun présentateur                                    |
| Extra              | Du lundi au jeudi                                | Isabel Silva                                          |
| Extra com tertúlia | Samedi                                           | Marta Cardoso                                         |
| Comentadores       | Mercredi                                         | Eliane Tchissola                                      |
| Comentadores       | Vendredi                                         | Dr. Quintino Aires, Pimpinha Jardim et Flávio Furtado |
| Compacto           | Dimanche                                         | Aucun présentateur                                    |
| TVI Reality        | 24h sur 24, disponible uniquement par abonnement | Aucun présentateur                                    |

Candidats et secrets
| 1  | Helena     | 29 ans | Ferreira do Alentejo | « Je ne peux pas traverser le pont du 25 Avril »                                                          | 11 septembre 2016 | 1er janvier 2017  |
| 2  | Diogo S.   | 19 ans | Elvas                | « Je suis champion national d'athlétisme »                                                                | 11 septembre 2016 | 1er janvier 2017  |
| 3  | Carla      | 25 ans | São Miguel           | « Je suis atteinte de la maladie de Machado-Joseph »                                                      | 11 septembre 2016 | 1er janvier 2017  |
| 4  | Cláudio A. | 27 ans | Quarteira            | « Nous sommes en couple » (avec Cristiana)                                                                | 11 septembre 2016 | 1er janvier 2017  |
| 5  | Tucha      | 27 ans | Angola               | « J'ai déjà participé à une téléréalité »                                                                 | 11 septembre 2016 | 1er janvier 2017  |
| 6  | Diogo      | 25 ans | Cascais              | « Je n'ai jamais rencontré mon père et je suis à sa recherche »                                           | 11 septembre 2016 | 27 décembre 2016  |
| 7  | Amor       | 27 ans | Espagne              | « Je suis une femme transexuelle »                                                                        | 6 novembre 2016   | 23 décembre 2016  |
| 8  | Cristiana  | 21 ans | Albufeira            | « Nous sommes en couple » (avec Cláudio A.)                                                               | 11 septembre 2016 | 18 décembre 2016  |
| 9  | Joel       | 27 ans | Suisse               | « J'ai été victime de carjacking »                                                                        | 6 novembre 2016   | 11 décembre 2016  |
| 10 | Márcio     | 25 ans | Vila Nova de Gaia    | « Nous sommes restés à la porte de la Maison des Secrets lors du lancement de l'émission » (avec Daniela) | 13 novembre 2016  | 4 décembre 2016   |
| 11 | Ana        | 22 ans | Brésil               | « Je suis addict à la chirurgie esthetique »                                                              | 11 septembre 2016 | 27 novembre 2016  |
| 12 | Daniela    | 26 ans | Vila Nova de Gaia    | « Nous sommes restés à la porte de la Maison des Secrets lors du lancement de l'émission » (avec Márcio)  | 13 novembre 2016  | 20 novembre 2016  |
| 13 | Bruno      | 28 ans | Vila Franca de Xira  | « Nous nous sommes mariés lors du lancement de l'émission » (avec Christina)                              | 11 septembre 2016 | 13 novembre 2016  |
| 14 | Nuno       | 30 ans | Vila Nova de Gaia    | « 33 200 personnes m'ont permis de rentrer dans la maison »                                               | 11 septembre 2016 | 6 novembre 2016   |
| 15 | Christina  | 27 ans | Canada               | « Nous nous sommes mariés lors du lancement de l'émission » (avec Bruno)                                  | 11 septembre 2016 | 30 octobre 2016   |
| 16 | Mariana    | 32 ans | Suisse               | « J'ai été atteint du cancer à l'âge de 18 ans »                                                          | 11 septembre 2016 | 23 octobre 2016   |
| 17 | Rita       | 27 ans | Lisbonne             | « J'ai amené mon amant à mon mariage »                                                                    | 11 septembre 2016 | 23 octobre 2016   |
| 18 | Cláudio C. | 29 ans | Porto                | « J'ai déjà dormi dans la chambre de Cristiano Ronaldo »                                                  | 11 septembre 2016 | 23 octobre 2016   |
| 19 | Kika       | 22 ans | Amadora              | « Je souffre d'Ichthyophobie »                                                                            | 11 septembre 2016 | 16 octobre 2016   |
| 20 | Luis       | 20 ans | Estoril              | « Je suis le lien de tous les habitants »                                                                 | 11 septembre 2016 | 9 octobre 2016    |
| 21 | Fábio      | 22 ans | Paio Pires           | « J'ai participé à un exorcisme »                                                                         | 11 septembre 2016 | 5 octobre 2016    |
| 22 | Paulo      | 28 ans | Marco de Canaveses   | « J'ai joué un rôle politique »                                                                           | 11 septembre 2016 | 2 octobre 2016    |
| 23 | André      | 25 ans | Almada               | « J'ai été kidnappé par mon père »                                                                        | 11 septembre 2016 | 25 septembre 2016 |
| 24 | Vanessa    | 25 ans | France               | « Je suis née en étant un bébé sirène »                                                                   | 11 septembre 2016 | 25 septembre 2016 |
| 25 | Catarina   | 23 ans | Matosinhos           | « J'ai renversé ma mère et elle ne le sait pas »                                                          | 11 septembre 2016 | 18 septembre 2016 |

Légende
|  |           |
|  | Gagnant   |
|  | Deuxième  |
|  | Éliminé   |
|  | Abandon   |
|  | Exclu(e)  |
|  | Finaliste |

Nominations et départs
Cagnottes
Les candidats au début du jeu ont 5 000 €. Ils augmentent leur cagnotte en participant à des missions secrètes ou collectives données par la voix (A Voz) ou en découvrant les secrets des autres candidats.
Audiences

### Saison 7 (2018)
Diffusion
La saison 7 débute le 25 février 2018 et se termine le 27 mai 2018 sur la chaine TVI et en direct 24h/24 et 7 jours sur 7 sur le canal TVI Reality. Cette édition est la première présenté par Manuel Luís Goucha.
- Programmation

| Programme         | Diffusion                                        | Présentateurs |
| ----------------- | ------------------------------------------------ | --- |
| Gala              | Dimanche                                         | Manuel Luís Goucha |
| Nomeações         | Mardi                                            | Manuel Luís Goucha |
| Pós-Gala          | Dimanche                                         | Olívia Ortiz |
| Late Night Secret | Du lundi au vendredi                             | Marta Cardoso et Serginho |
| Comentadores      | Du lundi au vendredi                             | Flávio Furtado, Cinha Jardim, Ana Arrebentinha, Yolanda Tati, Quintino Aires, Helena Isabel, Mónica Sintra et Alexandre Santos |
| Best of the Day   | Tous les jours                                   | Aucun présentateur |
| Compacto          | Dimanche                                         | Aucun présentateur |
| TVI Reality       | 24h sur 24, disponible uniquement par abonnement | Aucun présentateur |

Candidats et secrets
| 1  | Tiago     | 25 ans | Lisbonne                   | « Nous sommes mariés » (avec Luan)                               | 25 février 2018 | 27 mai 2018    |
| 2  | Joana F.  | 25 ans | Botão                      | « Je suis la fille de la belle-mère de mon cousin »              | 25 février 2018 | 27 mai 2018    |
| 3  | Isabela   | 19 ans | Lisbonne                   | « J'ai travaillé dans un cirque »                                | 25 février 2018 | 27 mai 2018    |
| 4  | Luan      | 26 ans | Brésil                     | « Nous sommes mariés » (avec Tiago)                              | 25 février 2018 | 27 mai 2018    |
| 5  | Carina    | 27 ans | Porto                      | « Je suis la clé du tunnel des secrets »                         | 25 février 2018 | 20 mai 2018    |
| 6  | Gabriela  | 23 ans | Algarve                    | « J'ai été terrifié par mon ex petit-copain »                    | 25 février 2018 | 20 mai 2018    |
| 7  | Rui       | 23 ans | Vila Real de Santo António | « J'ai été kidnappé par erreur en Espagne »                      | 25 février 2018 | 13 mai 2018    |
| 8  | César     | 21 ans | Algarve                    | « J'ai posé nu pour un magazine »                                | 25 février 2018 | 6 mai 2018     |
| 9  | Pedro     | 27 ans | Valongo                    | « J'ai été aveugle pendant un mois »                             | 25 février 2018 | 29 avril 2018  |
| 10 | Joana C.  | 21 ans | Coruche                    | « Je suis entré dans la Maison des secrets avant les habitants » | 25 février 2018 | 22 avril 2018  |
| 11 | Nuno      | 23 ans | Porto                      | « J'ai sauvé plus de 1000 personnes en Afrique »                 | 25 février 2018 | 22 avril 2018  |
| 12 | Bruno     | 28 ans | Amora                      | « J'ai vécu 7 mois dans un pays en guerre »                      | 25 février 2018 | 8 avril 2018   |
| 13 | Cátia     | 28 ans | Ponta Delgada              | « Mon père a déjà essayé de me tuer 4 fois »                     | 25 février 2018 | 1er avril 2018 |
| 14 | Sofia     | 27 ans | Lisbonne                   | « J'ai essayé de tuer mon père »                                 | 25 février 2018 | 25 mars 2018   |
| 15 | João      | 25 ans | Valongo                    | « Mon frère m'a sauvé la vie »                                   | 25 février 2018 | 18 mars 2018   |
| 16 | Marlene   | 32 ans | Francfort-sur-le-Main      | « Ma sœur a été enlevée par un évêque de l'ÉURD »                | 25 février 2018 | 11 mars 2018   |
| 17 | Margarida | 35 ans | Barreiro                   | « J'ai déjà écrit 2 livres sur ma vie sexuelle »                 | 25 février 2018 | 4 mars 2018    |

Légende
|  |           |
|  | Gagnant   |
|  | Éliminé   |
|  | Finaliste |

Nominations et départs
Cagnottes
Les candidats au début du jeu ont 5 000 €. Ils augmentent leur cagnotte en participant à des missions secrètes ou collectives données par la voix (A Voz) ou en découvrant les secrets des autres candidats.
Audiences

## Editions spéciales
Le succès de l'édition principale a conduit la chaîne TVI et la société de production Endemol à développer des formats dérivés mélangeant d'anciens candidats des différentes saisons ou bien d'autres téléréalités.

### Desafio Final 1 (2013)
Concept
Le concept évolue dans cette version all-stars. Les candidats sont issus des deux dernières saisons de Secret Story. Les candidats ne se battent plus pour conserver leurs secrets jusqu'à la fin de l'aventure mais à travers différentes missions pour pouvoir gagner des boules vertes (si la mission est réussie) ou des boules rouges si la mission est un échec. Cet ensemble de boules va permettre aux candidats de remporter des récompenses (argent, cadeaux...) ou des pénalités. Chaque semaine, les candidats restent soumis aux nominations et deux candidats sont éliminés lors du Gala du dimanche. Le grand gagnant reste le candidat ayant eu le plus de votes de la part des téléspectateurs.
Diffusion
La première edition de Desafio Final débute le 6 janvier 2013 et se termine le 27 janvier 2013 sur la chaîne TVI et en direct 24h/24 et 7 jours sur 7 sur le canal TVI Direct. Cette première édition est présentée par Teresa Guilherme.
- Programmation

| Programme        | Diffusion                                        | Présentateurs               |
| ---------------- | ------------------------------------------------ | --------------------------- |
| Gala de Expulsão | Dimanche                                         | Teresa Guilherme            |
| Nomeações        | Mardi                                            | Teresa Guilherme            |
| Diário           | Du lundi au vendredi (sauf le mardi)             | Leonor Poeiras              |
| Extra            | Du lundi au vendredi                             | Iva Domingues               |
| Diário de Sábado | Samedi                                           | Aucun présentateur          |
| Directo          | Plusieurs fois dans la journée                   | Annonceurs de la chaîne TVI |
| TVI Direct       | 24h sur 24, disponible uniquement par abonnement | Aucun présentateur          |

Candidats
| Classement | Classement | Classement              | Classement             | Classement     | Classement     | Classement      |
| #          | Candidats  | Nom Complet             | Villes                 | A participé à  | Entrée         | Sortie          |
| ---------- | ---------- | ----------------------- | ---------------------- | -------------- | -------------- | --------------- |
| 1          | Cátia      | Cátia Palhinha          | Portimão               | Secret Story 2 | 6 janvier 2013 | 28 janvier 2013 |
| 2          | Ricardo    | Ricardo Azevedo         | Vila Franca do Rosário | Secret Story 2 | 6 janvier 2013 | 28 janvier 2013 |
| 3          | Marco      | Marco Costa             | Amadora                | Secret Story 2 | 6 janvier 2013 | 28 janvier 2013 |
| 4          | Fanny      | Fanny Rodrigues         | Oliveira de Azeméis    | Secret Story 2 | 6 janvier 2013 | 28 janvier 2013 |
| 5          | Carlos     | Carlos Sousa            | Oliveira de Azeméis    | Secret Story 2 | 6 janvier 2013 | 28 janvier 2013 |
| 6          | Daniela P. | Daniela Pimenta         | Lisbonne               | Secret Story 2 | 6 janvier 2013 | 28 janvier 2013 |
| 7          | Joana      | Joana Pinto             | Maia                   | Secret Story 3 | 6 janvier 2013 | 22 janvier 2013 |
| 8          | Sandra     | Sandra Costa            | Porto                  | Secret Story 3 | 6 janvier 2013 | 22 janvier 2013 |
| 9          | Alexandra  | Alexandra Ferreira      | Lousada                | Secret Story 3 | 6 janvier 2013 | 21 janvier 2013 |
| 10         | Wilson     | Wilson Teixeira         | Lisbonne               | Secret Story 3 | 6 janvier 2013 | 21 janvier 2013 |
| 11         | Nuno       | Nuno Mota               | Camarate               | Secret Story 3 | 6 janvier 2013 | 21 janvier 2013 |
| 12         | Cláudio    | Cláudio Viana Fernandes | Vila Nova de Gaia      | Secret Story 3 | 6 janvier 2013 | 14 janvier 2013 |
| 13         | Susana     | Susana Fialho           | Portimão               | Secret Story 2 | 6 janvier 2013 | 14 janvier 2013 |

Légende
|  |           |
|  | Gagnant   |
|  | Éliminé   |
|  | Abandon   |
|  | Finaliste |

Invités
| # | Candidats | Nom Complet      | Villes   | A participé à            | Entrée          | Sortie          |
| - | --------- | ---------------- | -------- | ------------------------ | --------------- | --------------- |
| - | António   | António Queirós  | Baião    | Secret Story 1           | 22 janvier 2013 | 28 janvier 2013 |
| - | Ivo       | Ivo Silva        | Lisbonne | Secret Story 1           | 22 janvier 2013 | 28 janvier 2013 |
| - | Jade      | Jade Carpinteiro | France   | Secret Story 1           | 22 janvier 2013 | 28 janvier 2013 |
| - | Vera      | Vera Ferreira    | Cacém    | Secret Story 1           | 22 janvier 2013 | 28 janvier 2013 |
| - | Diogo     | Diogo Cruz       | Lisbonne | Ex-petit copain de Fanny | 13 janvier 2013 | 20 janvier 2013 |

Nominations et départs
Twists
Audiences

### Desafio Final 2 (2014)
Concept
L'émission rassemble les candidats des deux dernières saisons (saison 3 et 4). Les candidats vont devoir s'affronter via différentes missions et A Voz reserve quelques surprises qui risquent de rendre leur aventure mouvementé. Chaque semaine, les candidats restent soumis aux nominations et deux candidats sont éliminés lors du Gala du dimanche. Le grand gagnant reste le candidat ayant eu le plus de votes de la part des téléspectateurs.
Diffusion
La deuxième edition de Desafio Final débute le 5 janvier 2014 et se termine le 2 février 2014 sur la chaîne TVI. Elle est toujours présentée par Teresa Guilherme.
- Programmation

| Programme        | Diffusion                            | Présentateurs                                                     |
| ---------------- | ------------------------------------ | ----------------------------------------------------------------- |
| Gala de Expulsão | Dimanche                             | Teresa Guilherme                                                  |
| Nomeações        | Mardi/Dimanche                       | Teresa Guilherme                                                  |
| Diário da Tarde  | Du lundi au vendredi (sauf le mardi) | Teresa Guilherme                                                  |
| Extra            | Du lundi au vendredi                 | Leonor Poeiras                                                    |
| Diário da Noite  | Du lundi au samedi                   | Aucun présentateur                                                |
| Repórteres       | -                                    | Marta Cardoso, Isabel Silva                                       |
| Comentadores     | Vendredi                             | Alexandra Lencastre, Nuno Eiró, Fanny Rodrigues et Flávio Furtado |

Candidats
| Classement | Classement | Classement         | Classement          | Classement      | Classement      | Classement      |
| #          | Candidats  | Nom Complet        | Villes              | A participé à   | Entrée          | Sortie          |
| ---------- | ---------- | ------------------ | ------------------- | --------------- | --------------- | --------------- |
| 1          | Érica      | Érica Silva        | Ribeira Brava       | Secret Story 4  | 5 janvier 2014  | 2 février 2014  |
| 2          | Jéssica    | Jéssica Gomes      | Almada              | Secret Story 3  | 5 janvier 2014  | 2 février 2014  |
| 3          | Tierry     | Tierry Vilson      | Sintra              | Secret Story 4  | 5 janvier 2014  | 2 février 2014  |
| 4          | Débora     | Débora Picoito     | Olhão               | Secret Story 4  | 12 janvier 2014 | 2 février 2014  |
| 5          | João       | João Paulo Sousa   | Matosinhos          | Secret Story 4  | 19 janvier 2014 | 2 février 2014  |
| 7          | Fábio      | Fábio Machado      | Porto               | Secret Story 3  | 5 janvier 2014  | 28 janvier 2014 |
| 7          | Mara       | Mara Spínola       | Funchal             | Secret Story 4  | 19 janvier 2014 | 28 janvier 2014 |
| 8          | Tiago      | Tiago Ginga        | Almada              | Secret Story 4  | 5 janvier 2014  | 26 janvier 2014 |
| 9          | Cláudio    | Marco Costa        | Vila Nova de Gaia   | Secret Story 3  | 5 janvier 2014  | 25 janvier 2014 |
| 9          | Cláudio    | Marco Costa        | Vila Nova de Gaia   | Desafio Final 1 | 5 janvier 2014  | 25 janvier 2014 |
| 10         | Alexandra  | Alexandra Ferreira | Porto               | Secret Story 3  | 5 janvier 2014  | 22 janvier 2014 |
| 10         | Alexandra  | Alexandra Ferreira | Porto               | Desafio Final 1 | 5 janvier 2014  | 22 janvier 2014 |
| 11         | Joana      | Joana Diniz        | Vila Franca de Xira | Secret Story 4  | 5 janvier 2014  | 19 janvier 2014 |
| 13         | Rúben B.   | Rúben Boa-Nova     | Porto               | Secret Story 3  | 5 janvier 2014  | 19 janvier 2014 |
| 13         | Tatiana    | Tatiana Magalhães  | Vila Nova de Gaia   | Secret Story 3  | 8 janvier 2014  | 19 janvier 2014 |
| 14         | Vanessa    | Vanessa Ferreira   | Viana do Castelo    | Secret Story 3  | 5 janvier 2014  | 19 janvier 2014 |
| 15         | Rúben J.   | Rúben J. Nave      | Belmonte            | Secret Story 4  | 5 janvier 2014  | 14 janvier 2014 |
| 16         | Rute       | Rute Freitas       | Setúbal             | Secret Story 4  | 5 janvier 2014  | 12 janvier 2014 |
| 17         | Juliana    | Juliana Dias       | Trofa               | Secret Story 4  | 5 janvier 2014  | 12 janvier 2014 |
| 18         | Lourenço   | Lourenço Cunha     | Luxembourg          | Secret Story 4  | 5 janvier 2014  | 7 janvier 2014  |

Légende
|  |                    |
|  | Gagnant            |
|  | Éliminé            |
|  | Exclu(e) par A Voz |
|  | Abandon            |
|  | Finaliste          |

Nominations et départs
Twists
Audiences

### Desafio Final 3 (2015)
Concept
L'émission rassemble les candidats des saisons principales et deux dernières saisons all-stars. Les candidats vont devoir s'affronter via différentes missions et A Voz reserve quelques surprises qui risquent de rendre leur aventure mouvementé. Chaque semaine, les candidats restent soumis aux nominations et deux candidats sont éliminés lors du Gala du dimanche. Le grand gagnant reste le candidat ayant eu le plus de votes de la part des téléspectateurs.
Diffusion
La troisième edition de Desafio Final débute le 4 janvier 2015 et se termine le 22 février 2015 sur la chaîne TVI. Elle est toujours présentée par Teresa Guilherme.
- Programmation

| Programme              | Diffusion                            | Présentateurs                                  |
| ---------------------- | ------------------------------------ | ---------------------------------------------- |
| Gala de Expulsão       | Dimanche                             | Teresa Guilherme                               |
| Nomeações et Expulsões | Mardi/Dimanche                       | Teresa Guilherme                               |
| Diário da Tarde        | Du lundi au vendredi (sauf le mardi) | Teresa Guilherme                               |
| Extra                  | Du lundi au vendredi                 | Isabel Silva                                   |
| Diário da Noite        | Du lundi au samedi                   | Aucun présentateur                             |
| Repórteres             | -                                    | Isabel Silva, Fanny Rodrigues, Flávio Furtado  |
| Comentadores           | Vendredi                             | Marta Cardoso, Fanny Rodrigues, Flávio Furtado |

Candidats
| Classement | Classement   | Classement              | Classement             | Classement      | Classement       | Classement       |
| #          | Candidats    | Nom Complet             | Villes                 | A participé à   | Entrée           | Sortie           |
| ---------- | ------------ | ----------------------- | ---------------------- | --------------- | ---------------- | ---------------- |
| 1          | Sofia        | Sofia Sousa             | Barreiro               | Secret Story 4  | 4 janvier 2015   | 22 février 2015  |
| 2          | Cristiana    | Cristiana Dionísio      | Seixal                 | Secret Story 5  | 4 janvier 2015   | 22 février 2015  |
| 3          | Wilson       | Wilson Teixeira         | Lisbonne               | Secret Story 2  | 4 janvier 2015   | 22 février 2015  |
| 3          | Wilson       | Wilson Teixeira         | Lisbonne               | Desafio Final 1 | 4 janvier 2015   | 22 février 2015  |
| 4          | Carlos       | Carlos Sousa            | Lisbonne               | Secret Story 3  | 4 janvier 2015   | 22 février 2015  |
| 4          | Carlos       | Carlos Sousa            | Lisbonne               | Desafio Final 1 | 4 janvier 2015   | 22 février 2015  |
| 5          | Luís         | Luís Nascimento         | Elvas                  | Secret Story 4  | 4 janvier 2015   | 22 février 2015  |
| 6          | Cátia        | Cátia Marisa Vaz        | Portimão               | Secret Story 3  | 4 janvier 2015   | 20 février 2015  |
| 7          | Débora       | Carlos Sousa            | Olhão                  | Secret Story 4  | 11 janvier 2015  | 19 février 2015  |
| 7          | Débora       | Carlos Sousa            | Olhão                  | Desafio Final 2 | 11 janvier 2015  | 19 février 2015  |
| 8          | Paulo        | Paulo Rosa              | Lisbonne               | Secret Story 2  | 1er février 2015 | 18 février 2015  |
| 9          | Joana        | Joana Diniz             | Vila Franca de Xira    | Secret Story 4  | 4 janvier 2015   | 17 février 2015  |
| 9          | Joana        | Joana Diniz             | Vila Franca de Xira    | Desafio Final 2 | 4 janvier 2015   | 17 février 2015  |
| 10         | Alexandra    | Alexandra Ferreira      | Porto                  | Secret Story 3  | 1er février 2015 | 16 février 2015  |
| 10         | Alexandra    | Alexandra Ferreira      | Porto                  | Desafio Final 1 | 1er février 2015 | 16 février 2015  |
| 10         | Alexandra    | Alexandra Ferreira      | Porto                  | Desafio Final 2 | 1er février 2015 | 16 février 2015  |
| 11         | Joana P.     | Joana Pinto             | Maia                   | Secret Story 3  | 8 février 2015   | 15 février 2015  |
| 11         | Joana P.     | Joana Pinto             | Maia                   | Desafio Final 1 | 8 février 2015   | 15 février 2015  |
| 12         | Diana        | Diana Ferreira          | Vila Real              | Secret Story 4  | 18 janvier 2015  | 15 février 2015  |
| 13         | Érica        | Érica Silva             | Ribeira Brava          | Secret Story 4  | 4 janvier 2015   | 8 février 2015   |
| 13         | Érica        | Érica Silva             | Ribeira Brava          | Desafio Final 2 | 4 janvier 2015   | 8 février 2015   |
| 14         | Marco        | Marco Costa             | Amadora                | Secret Story 2  | 4 janvier 2015   | 1er février 2015 |
| 14         | Marco        | Marco Costa             | Amadora                | Desafio Final 1 | 4 janvier 2015   | 1er février 2015 |
| 15         | Jéssica      | Jéssica Gomes           | Almada                 | Secret Story 3  | 11 janvier 2015  | 1er février 2015 |
| 15         | Jéssica      | Jéssica Gomes           | Almada                 | Desafio Final 2 | 11 janvier 2015  | 1er février 2015 |
| 16         | Cátia Marisa | Cátia Marisa Vaz        | São Mamede de Infesta  | Secret Story 3  | 26 janvier 2015  | 1er février 2015 |
| 17         | Diogo        | Diogo Marcelino         | Sesimbra               | Secret Story 4  | 4 janvier 2015   | 27 janvier 2015  |
| 19         | João         | João Paulo Sousa        | Matosinhos             | Secret Story 4  | 13 janvier 2015  | 27 janvier 2015  |
| 19         | João         | João Paulo Sousa        | Matosinhos             | Desafio Final 2 | 13 janvier 2015  | 27 janvier 2015  |
| 19         | Cláudio      | Cláudio Viana Fernandes | Vila Nova de Gaia      | Secret Story 3  | 18 janvier 2015  | 27 janvier 2015  |
| 19         | Cláudio      | Cláudio Viana Fernandes | Vila Nova de Gaia      | Desafio Final 1 | 18 janvier 2015  | 27 janvier 2015  |
| 19         | Cláudio      | Cláudio Viana Fernandes | Vila Nova de Gaia      | Desafio Final 2 | 18 janvier 2015  | 27 janvier 2015  |
| 20         | Vânia        | Vânia Sá                | Paços de Ferreira      | Secret Story 5  | 4 janvier 2015   | 25 janvier 2015  |
| 21         | Liliana      | Liliana Antunes         | Sesimbra               | Secret Story 5  | 4 janvier 2015   | 18 janvier 2015  |
| 22         | Fábio        | Fábio Machado           | Porto                  | Secret Story 3  | 4 janvier 2015   | 18 janvier 2015  |
| 22         | Fábio        | Fábio Machado           | Porto                  | Desafio Final 2 | 4 janvier 2015   | 18 janvier 2015  |
| 23         | Daniel       | Daniel Gregório         | Oeiras                 | Secret Story 5  | 8 janvier 2015   | 13 janvier 2015  |
| 24         | Ricardo      | Ricardo Azevedo         | Vila Franca do Rosário | Secret Story 2  | 4 janvier 2015   | 11 janvier 2015  |
| 24         | Ricardo      | Ricardo Azevedo         | Vila Franca do Rosário | Desafio Final 1 | 4 janvier 2015   | 11 janvier 2015  |
| 25         | Pedro        | Pedro Infante           | Vila Viçosa            | Secret Story 5  | 4 janvier 2015   | 11 janvier 2015  |
| 26         | Tierry       | Sintra                  | Sintra                 | Secret Story 4  | 4 janvier 2015   | 8 janvier 2015   |
| 26         | Tierry       | Sintra                  | Sintra                 | Desafio Final 2 | 4 janvier 2015   | 8 janvier 2015   |
| 28         | Odin         | Odin Kreuwitchz         | Sintra                 | Secret Story 5  | 4 janvier 2015   | 6 janvier 2015   |
| 28         | Fernando     | Fernando Pereira        | Santo Tirso            | Secret Story 5  | 4 janvier 2015   | 6 janvier 2015   |

Légende
|  |                    |
|  | Gagnant            |
|  | Echangé par A Voz  |
|  | Éliminé            |
|  | Exclu(e) par A Voz |
|  | Abandon            |
|  | Finaliste          |

Nominations et départs
Twists
Audiences

### Luta Pelo Poder (2015)
Concept
Les candidats (issus des saisons précédentes) sont divisés en deux équipes, les Criado (Serviteurs) et les Lord (Seigneurs). Ces candidats en fonction des équipes vivent dans des conditions différentes, les Criado vivent dans une maison différente dans des conditions désagréable et doivent servirent les moindres exigences des Lord. Les candidats peuvent évoluer d'équipes tous les jours. Chaque semaine, les candidats restent soumis aux nominations quelle que soit l'équipe où ils se trouvent et deux candidats sont éliminés lors du Gala du dimanche. Le grand gagnant reste le candidat ayant eu le plus de votes de la part des téléspectateurs.
Diffusion
L'édition Luta Pelo Poder débute le 22 février 2015 et se termine le 15 mars 2015 sur la chaîne TVI. Elle est toujours présentée par Teresa Guilherme.
- Programmation

| Programme                       | Diffusion            | Présentateurs                                  |
| ------------------------------- | -------------------- | ---------------------------------------------- |
| Gala de Expulsão                | Dimanche             | Teresa Guilherme                               |
| Nomeações et Especial Expulsões | Mardi/Dimanche       | Teresa Guilherme                               |
| Diário da Noite                 | Du lundi au samedi   | Aucun présentateur                             |
| Extra                           | Du lundi au vendredi | Isabel Silva                                   |
| Repórteres                      | -                    | Isabel Silva, Fanny Rodrigues, Flávio Furtado  |
| Comentadores                    | Vendredi             | Marta Cardoso, Fanny Rodrigues, Flávio Furtado |

Candidats
| Classement | Classement   | Classement        | Classement        | Classement      | Classement      | Classement    |
| #          | Candidats    | Nom Complet       | Villes            | A participé à   | Entrée          | Sortie        |
| ---------- | ------------ | ----------------- | ----------------- | --------------- | --------------- | ------------- |
| 1          | Bruno        | Bruno Sousa       | Rio Tinto         | Secret Story 5  | 22 février 2015 | 15 mars 2015  |
| 2          | Tiago        | Tiago Ginga       | Almada            | Secret Story 4  | 22 février 2015 | 15 mars 2015  |
| 2          | Tiago        | Tiago Ginga       | Almada            | Desafio Final 2 | 22 février 2015 | 15 mars 2015  |
| 3          | Juliana      | Juliana Dias      | Trofa             | Secret Story 4  | 22 février 2015 | 15 mars 2015  |
| 3          | Juliana      | Juliana Dias      | Trofa             | Desafio Final 2 | 22 février 2015 | 15 mars 2015  |
| 4          | Vera         | Vera Ferreira     | Sintra            | Secret Story 1  | 22 février 2015 | 15 mars 2015  |
| 5          | Sandra Costa | Sandra Costa      | Lousada           | Secret Story 3  | 22 février 2015 | 15 mars 2015  |
| 5          | Sandra Costa | Sandra Costa      | Lousada           | Desafio Final 1 | 22 février 2015 | 15 mars 2015  |
| 6          | António      | António David     | Baião             | Secret Story 1  | 22 février 2015 | 11 mars 2015  |
| 7          | Rúben B.     | Rúben Boa Nova    | Porto             | Secret Story 3  | 22 février 2015 | 11 mars 2015  |
| 7          | Rúben B.     | Rúben Boa Nova    | Porto             | Desafio Final 2 | 22 février 2015 | 11 mars 2015  |
| 8          | Agnes        | Agnes Marques     | Cascais           | Secret Story 5  | 22 février 2015 | 8 mars 2015   |
| 9          | Miguel       | Miguel Caleira    | Setúbal           | Secret Story 2  | 22 février 2015 | 8 mars 2015   |
| 10         | Tatiana      | Tatiana Magalhães | Vila Nova de Gaia | Secret Story 3  | 22 février 2015 | 5 mars 2015   |
| 10         | Tatiana      | Tatiana Magalhães | Vila Nova de Gaia | Desafio Final 2 | 22 février 2015 | 5 mars 2015   |
| 11         | Rúben N.     | Rúben J. Nave     | Belmonte          | Secret Story 4  | 22 février 2015 | 1er mars 2015 |
| 11         | Rúben N.     | Rúben J. Nave     | Belmonte          | Desafio Final 2 | 22 février 2015 | 1er mars 2015 |
| 12         | Daniela      | Daniela Pimenta   | Lisbonne          | Secret Story 2  | 22 février 2015 | 1er mars 2015 |
| 12         | Daniela      | Daniela Pimenta   | Lisbonne          | Desafio Final 1 | 22 février 2015 | 1er mars 2015 |

Légende
|  |           |
|  | Gagnant   |
|  | Éliminé   |
|  | Exclu(e)  |
|  | Finaliste |

Nominations et départs
Twists
Audiences

### Desafio Final 4 (2017)
Concept
Les candidats rassemblent à la fois d'anciens candidats des saisons précédentes de Secret Story mais aussi de candidats ayant participé aux télé-réalités portugaises à succès A Quinta et Love On Top. Les candidats sont séparés en deux maisons, soit dans la Casa principal (Maison principale) ou alors dans la Casa de Vidro (Maison des Glaces). Les candidats intégrant la Casa de Vidro sont immunisés et ceux de la Casa principal sont soumis au nomination. La composition des maisons changent de manières constantes au gré des propositions de A Voz. Chaque semaine, les candidats restent soumis aux nominations et deux candidats sont éliminés lors du Gala du dimanche. Le grand gagnant reste le candidat ayant eu le plus de votes de la part des téléspectateurs.
Diffusion
La quatrième edition de Desafio Final débute le 8 janvier 2017 et se termine le 29 janvier 2017 sur la chaîne TVI et en direct 24h/24 et 7 jours sur 7 sur le canal TVI Reality. Cette quatrième édition est présentée par Teresa Guilherme.
- Programmation

| Programme          | Diffusion                                        | Présentateurs                                         |
| ------------------ | ------------------------------------------------ | ----------------------------------------------------- |
| Gala de Expulsão   | Dimanche                                         | Teresa Guilherme                                      |
| Nomeações          | Mercredi                                         | Teresa Guilherme                                      |
| Diário da Tarde    | Du lundi au samedi                               | Aucun présentateur                                    |
| Extra              | Du lundi au vendredi                             | Isabel Silva                                          |
| Extra com tertúlia | Vendredi                                         | Marta Cardoso                                         |
| Comentadores       | Mardi                                            | Helena Isabel                                         |
| Comentadores       | Vendredi                                         | Dr. Quintino Aires, Pimpinha Jardim et Flávio Furtado |
| Compacto           | Samedi                                           | Aucun présentateur                                    |
| TVI Reality        | 24h sur 24, disponible uniquement par abonnement | Aucun présentateur                                    |

Candidats
| Classement | Classement | Classement         | Classement        | Classement          | Classement      | Classement      |
| #          | Candidats  | Nom Complet        | Villes            | A participé à       | Entrée          | Sortie          |
| ---------- | ---------- | ------------------ | ----------------- | ------------------- | --------------- | --------------- |
| 1          | Carlos     | Carlos Sousa       | Maia              | Secret Story 2      | 8 janvier 2017  | 29 janvier 2017 |
| 1          | Carlos     | Carlos Sousa       | Maia              | Desafio Final 2     | 8 janvier 2017  | 29 janvier 2017 |
| 1          | Carlos     | Carlos Sousa       | Maia              | Desafio Final 3     | 8 janvier 2017  | 29 janvier 2017 |
| 2          | Sofia      | Sofia Sousa        | Barreiro          | Secret Story 4      | 8 janvier 2017  | 29 janvier 2017 |
| 2          | Sofia      | Sofia Sousa        | Barreiro          | Desafio Final 3     | 8 janvier 2017  | 29 janvier 2017 |
| 3          | Filipe     | Filipe Vilarinho   | Corroios          | Love on Top 1       | 8 janvier 2017  | 29 janvier 2017 |
| 4          | Gonçalo    | Gonçalo Quinaz     | Odivelas          | A Quinta            | 8 janvier 2017  | 29 janvier 2017 |
| 5          | Érica      | Érica Silva        | Ribeira Brava     | Secret Story 2      | 8 janvier 2017  | 29 janvier 2017 |
| 5          | Érica      | Érica Silva        | Ribeira Brava     | Desafio Final 2     | 8 janvier 2017  | 29 janvier 2017 |
| 5          | Érica      | Érica Silva        | Ribeira Brava     | Desafio Final 3     | 8 janvier 2017  | 29 janvier 2017 |
| 5          | Érica      | Érica Silva        | Ribeira Brava     | A Quinta            | 8 janvier 2017  | 29 janvier 2017 |
| 5          | Érica      | Érica Silva        | Ribeira Brava     | A Quinta: O Desafio | 8 janvier 2017  | 29 janvier 2017 |
| 6          | Lia        | Eliane Tchissola   | Angola            | Love on Top 1       | 8 janvier 2017  | 29 janvier 2017 |
| 6          | Lia        | Eliane Tchissola   | Angola            | Love on Top 3       | 8 janvier 2017  | 29 janvier 2017 |
| 7          | Rui        | Rui Rodrigues      | Vila Nova de Gaia | Love on Top 1       | 8 janvier 2017  | 25 janvier 2017 |
| 7          | Rui        | Rui Rodrigues      | Vila Nova de Gaia | Love on Top 3       | 8 janvier 2017  | 25 janvier 2017 |
| 8          | Cristiana  | Cristiana Dionísio | Seixal            | Secret Story 5      | 8 janvier 2017  | 25 janvier 2017 |
| 8          | Cristiana  | Cristiana Dionísio | Seixal            | Desafio Final 3     | 8 janvier 2017  | 25 janvier 2017 |
| 8          | Cristiana  | Cristiana Dionísio | Seixal            | A Quinta: O Desafio | 8 janvier 2017  | 25 janvier 2017 |
| 9          | Angélice   | Angélica Jordão    | Loulé             | A Quinta            | 18 janvier 2017 | 22 janvier 2017 |
| 9          | Angélice   | Angélica Jordão    | Loulé             | A Quinta: O Desafio | 18 janvier 2017 | 22 janvier 2017 |
| 10         | Andreia    | Andreia Silva      | Lagos             | Love on Top 1       | 8 janvier 2017  | 22 janvier 2017 |
| 10         | Andreia    | Andreia Silva      | Lagos             | Love on Top 3       | 8 janvier 2017  | 22 janvier 2017 |
| 11         | Nuno       | Nuno Jesus         | Vila Nova de Gaia | Secret Story 6      | 8 janvier 2017  | 22 janvier 2017 |
| 12         | Vânia      | Vânia Sá           | Paços de Ferreira | Secret Story 5      | 8 janvier 2017  | 22 janvier 2017 |
| 12         | Vânia      | Vânia Sá           | Paços de Ferreira | Desafio Final 3     | 8 janvier 2017  | 22 janvier 2017 |
| 13         | Cláudio    | Cláudio Coelho     | Porto             | Secret Story 6      | 8 janvier 2017  | 18 janvier 2017 |
| 14         | Kika       | Kika Gomes         | Amadora           | Secret Story 6      | 8 janvier 2017  | 15 janvier 2017 |
| 15         | Bruno E.   | Bruno Esteves      | Sesimbra          | Love on Top 1       | 8 janvier 2017  | 15 janvier 2017 |
| 15         | Bruno E.   | Bruno Esteves      | Sesimbra          | Love on Top 3       | 8 janvier 2017  | 15 janvier 2017 |
| 16         | Rita       | Rita Rosendo       | Lisbonne          | Secret Story 6      | 8 janvier 2017  | 15 janvier 2017 |

Légende
|  |           |
|  | Gagnant   |
|  | Deuxième  |
|  | Éliminé   |
|  | Exclu(e)  |
|  | Finaliste |

Nominations et départs
Twists
Audiences

### O Reencontro (2018)
Concept
Des candidats emblématiques de Secret Story s'affrontent au sein d'une maison divisée en deux chambres : Inferno (Enfer) et Céu (Paradis). Ces chambres permettent à chacun d'avoir des avantages ou des inconvénients au sujet des nominations. Chaque semaine, les candidats restent soumis aux nominations et deux candidats sont éliminés lors du Gala du dimanche. Le grand gagnant reste le candidat ayant eu le plus de votes de la part des téléspectateurs.
Diffusion
L'édition O Reencontro débute le 29 mai 2018 et se termine le 1er juillet 2018 sur la chaîne TVI et en direct 24h/24 et 7 jours sur 7 sur le canal TVI Reality. Cette édition all-stars est la première présenté par Manuel Luís Goucha.
- Programmation

| Programme         | Diffusion                                        | Présentateurs |
| ----------------- | ------------------------------------------------ | --- |
| Gala de Expulsão  | Dimanche                                         | Manuel Luís Goucha                                                                                                |
| Nomeações         | Mardi                                            | Manuel Luís Goucha                                                                                                |
| Pós-Gala          | Dimanche                                         | Olívia Ortiz |
| Late Night Secret | Du lundi au vendredi                             | Marta Cardoso, Serginho                                                                                           |
| Comentadores      | Du lundi au vendredi                             | Flávio Furtado, Cinha Jardim, Ana Arrebentinha, Yolanda Tati, Quintino Aires, Helena Isabel et Les Agents Secrets |
| Best of the Day   | Tous les jours                                   | Aucun présentateur                                                                                                |
| Compacto          | Samedi                                           | Aucun présentateur                                                                                                |
| TVI Reality       | 24h sur 24, disponible uniquement par abonnement | Aucun présentateur                                                                                                |

Candidats
| Classement | Classement | Classement      | Classement          | Classement         | Classement     | Classement      |
| #          | Candidats  | Nom Complet     | Villes              | A participé à      | Entrée         | Sortie          |
| ---------- | ---------- | --------------- | ------------------- | ------------------ | -------------- | --------------- |
| 1          | Carina     | Carina Ferreira | Porto               | Secret Story 7     | 8 janvier 2017 | 29 janvier 2017 |
| 2          | Sofia      | Sofia Sousa     | Barreiro            | Secret Story 4     | 8 janvier 2017 | 29 janvier 2017 |
| 2          | Sofia      | Sofia Sousa     | Barreiro            | Desafio Final 3    | 8 janvier 2017 | 29 janvier 2017 |
| 2          | Sofia      | Sofia Sousa     | Barreiro            | Desafio Final 4    | 8 janvier 2017 | 29 janvier 2017 |
| 3          | Bruno S.   | Bruno Savate    | Rio Tinto           | Secret Story 5     | 8 janvier 2017 | 29 janvier 2017 |
| 3          | Bruno S.   | Bruno Savate    | Rio Tinto           | Luta Pelo Poder    | 8 janvier 2017 | 29 janvier 2017 |
| 4          | Fanny      | Fanny Rodrigues | Oliveira de Azeméis | Secret Story 2     | 8 janvier 2017 | 29 janvier 2017 |
| 4          | Fanny      | Fanny Rodrigues | Oliveira de Azeméis | Desafio Final 1    | 8 janvier 2017 | 29 janvier 2017 |
| 4          | Fanny      | Fanny Rodrigues | Oliveira de Azeméis | Secret Story 10 () | 8 janvier 2017 | 29 janvier 2017 |
| 5          | Diogo      | Diogo Marcelino | Sesimbra            | Secret Story 4     | 3 juin 2018    | 29 janvier 2017 |
| 5          | Diogo      | Diogo Marcelino | Sesimbra            | Desafio Final 3    | 3 juin 2018    | 29 janvier 2017 |
| 6          | Cristiana  | Cristiana Jesus | Albufeira           | Secret Story 6     | 29 mai 2018    | 24 juin 2018    |
| 7          | Cláudio    | Cláudio Alegre  | Quarteira           | Secret Story 6     | 29 mai 2018    | 24 juin 2018    |
| 8          | Nuno       | Nuno Machado    | Porto               | Secret Story 7     | 29 mai 2018    | 17 juin 2018    |
| 9          | César      | César Matoso    | Algarve             | Secret Story 7     | 29 mai 2018    | 10 juin 2018    |
| 10         | Cátia      | Cátia Melo      | Ponta Delgada       | Secret Story 7     | 29 mai 2018    | 10 juin 2018    |
| 11         | Bruno F.   | Bruno Fernandes | Amora               | Secret Story 7     | 29 mai 2018    | 3 juin 2018     |

Légende
|  |           |
|  | Gagnant   |
|  | Deuxième  |
|  | Éliminé   |
|  | Finaliste |

Nominations et départs
Twists
Audiences

## Audiences
| Édition         | Diffusion          | Début             | Début       | Début  | Début  | Finale           | Finale         | Finale | Finale | Moyenne      |
| Édition         | Diffusion          | Date              | Spectateurs | APP.   | PDM    | Date             | Spectateurs    | APP.   | PDM    | APP./Tel.(%) |
| --------------- | ------------------ | ----------------- | ----------- | ------ | ------ | ---------------- | -------------- | ------ | ------ | ------------ |
| Secret Story 1  | Dimanche à 21h30   | 3 octobre 2010    | 1 388 000   | 15,1 % | 48,5 % | 31 décembre 2010 | 1 721 000      | 18,2 % | 62,7 % | 14,5 %       |
| Secret Story 2  | Dimanche à 21h30   | 18 septembre 2011 | 1 388 000   | 15,1 % | 45,1 % | 31 décembre 2011 | Non Communiqué | 14,3 % | 50,3 % | 13,5 %       |
| Secret Story 3  | Dimanche à 21h30   | 16 septembre 2012 | 1 942 000   | 20,5 % | 50,7 % | 31 décembre 2012 | 1 804 500      | 19,1 % | 52,0 % | 17,8 %       |
| Desafio Final 1 | Dimanche à 21h30   | 6 janvier 2013    | 2 071 000   | 21,8 % | 49,4 % | 27 janvier 2013  | 1 553 000      | 16,4 % | 39,3 % | 18 %         |
| Secret Story 4  | Dimanche à 21h30   | 29 septembre 2013 | 1 710 000   | 18 %   | 39,9 % | 31 décembre 2013 | 1 702 000      | 17,8 % | 47,5 % | 15,7 %       |
| Desafio final 2 | Dimanche à 21h30   | 5 janvier 2014    | 2 004 000   | 20,7 % | 43,5 % | 2 février 2014   | 1 500 000      | 15,5 % | 36,6 % | 17,4 %       |
| Secret Story 5  | Dimanche à 21h30   | 21 septembre 2014 | 1 580 000   | 16,3 % | 38,7 % | 31 décembre 2014 | 1 510 500      | 15,9 % | 45,1 % | 14,3 %       |
| Desafio Final 3 | Dimanche à 21 h 30 | 4 janvier 2015    | 1 672 000   | 17,6 % | 42,4 % | 22 février 2015  | 1 596 000      | 16,8 % | 32,2 % | 14,3 %       |
| Luta Pelo Poder | Dimanche à 21h30   | 22 février 2015   | 1 254 000   | 13,2 % | 37,9 % | 15 mars 2015     | 1 216 000      | 12,8 % | 37,9 % | 13,1 %       |
| Secret Story 6  | Dimanche à 21h30   | 11 septembre 2016 | 1 187 500   | 12,5 % | 29,7 % | 31 décembre 2016 | 1 173 000      | 12,1 % | 34,8 % | 11 %         |
| Desafio Final 4 | Dimanche à 21h30   | 8 janvier 2017    | 1 120 000   | 11,6 % | 31,3 % | 29 janvier 2017  | 1 280 000      | 13,3 % | 28,7 % | 12,2 %       |
| Secret Story 7  | Dimanche à 21h30   | 25 février 2018   | 1 684 000   | 17,4 % | 37,6 % | 27 mai 2018      | 1 465 000      | 15,1 % | 33,3 % | 15,1 %       |
| O Reencontro    | Dimanche à 21h30   | 25 février 2018   | 1 240 000   | 12,8 % | 29,5 % | 1er juillet 2018 | 1 270 000      | 13,1 % | 30,8 % |              |

APP : Pourcentage de la population visionnant l'émission. Cette technique n'est pas employée en France. La médiamétrie calcule les audiences avec la PDM (Part de Marché),,.

## Controverses
Mayer quitte le jeu le 19/07/2025 :(